# Catéchisme testérien

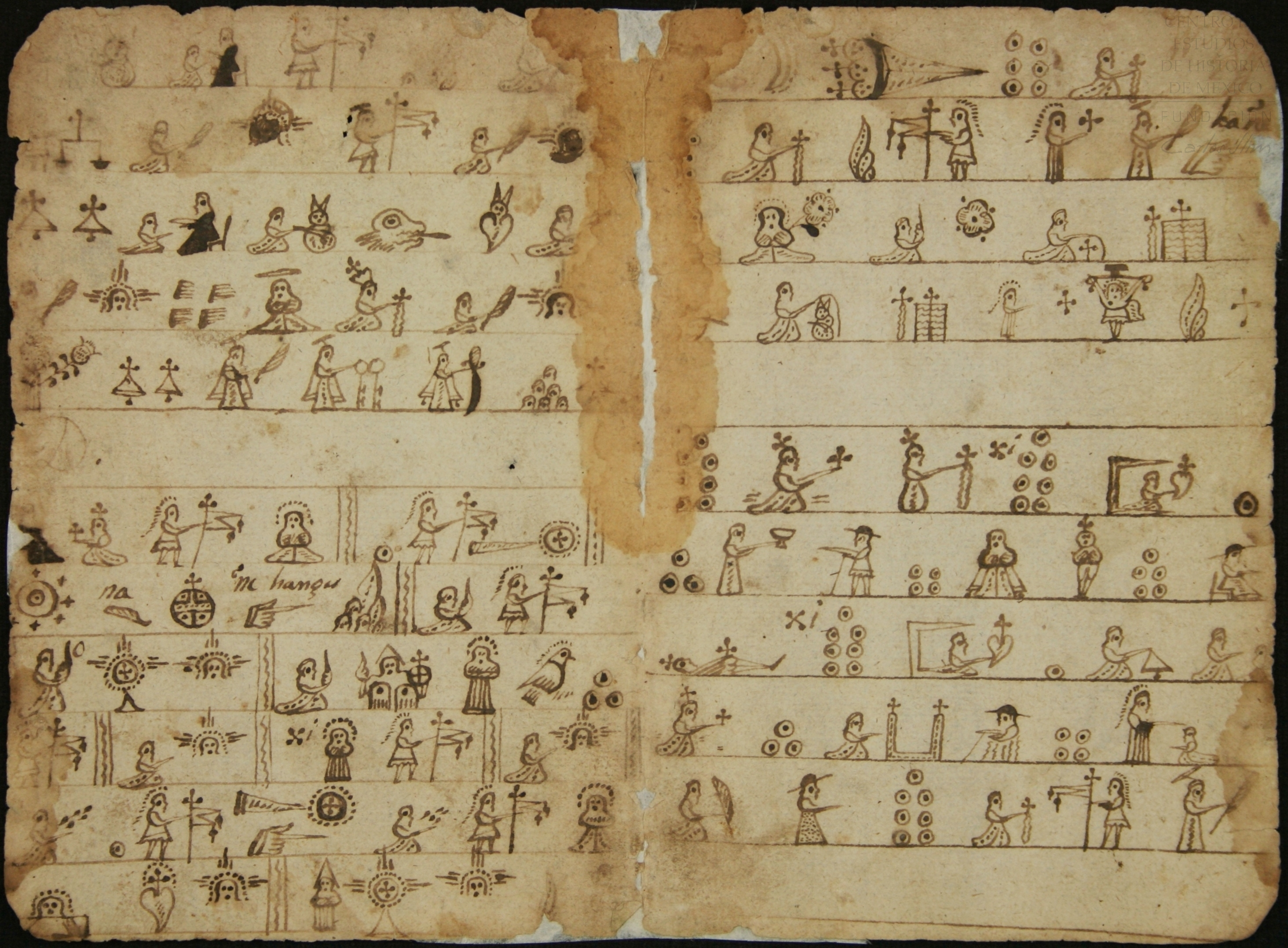
Pages d'un catéchisme testérien du XVIe siècle (Centro de Estudios de Historia de México Carso).

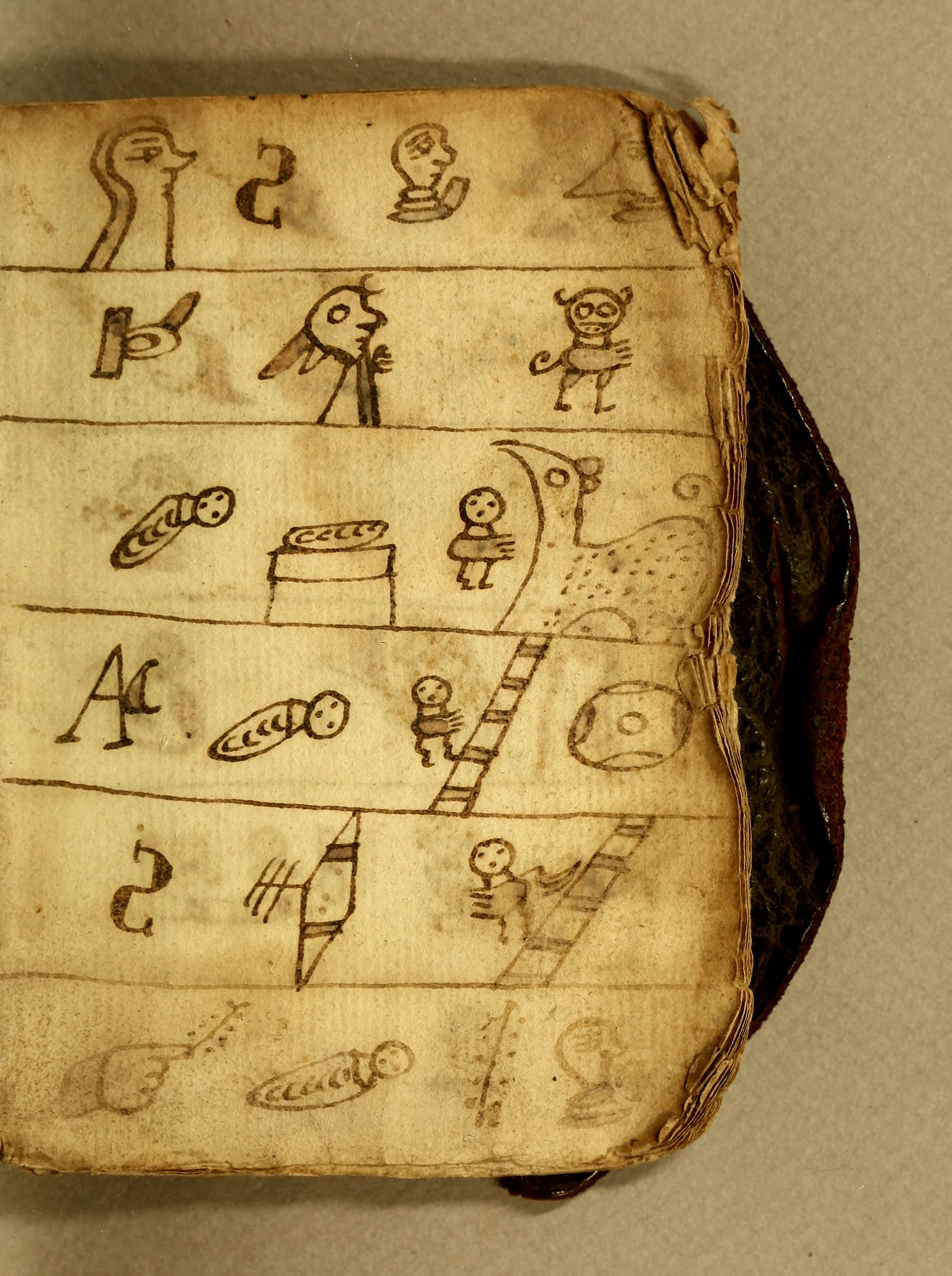
Page d'un catéchisme testérien du 18e siècle (John Carter Brown Library)

Un catéchisme testérien (en espagnol Catecismos testerianos) est un document pictographique utilisé du XVIe au XIXe siècle par les missionnaires franciscains dans leur entreprise d'évangélisation des autochtones de la Nouvelle-Espagne. Les catéchismes testériens prenaient souvent la forme de cahiers. Les pictogrames ou images qu'ils contenaient étaient la transcription de textes doctrinaux chrétiens.
L'adjectif testérien est un onomastisme formé d'après le nom du missionnaire franciscain Jacobo de Testera, à qui on a déjà attribué la paternité de ce type de document. Toutefois, selon l'anthropologue Joaquín Galarza, ce seraient en fait les scribes tlacuilos qui auraient créé ce type de catéchismes.